# Вельс, Мориц
Мориц Вельс (нем. Moritz Wels; род. 25 сентября 2004) — австрийский футболист, полузащитник клуба «Штурм».

## Клубная карьера
С 2012 по 2015 год выступал за выступал за молодёжную команду клуба «Дехантскирхен». В 2015 году присоединился к футбольной академии клуба «Штурм (Грац)». 27 октября 2021 года дебютировал в основном составе «Штурма» в матче Кубка Австрии против клуба «Лехия Гданьск». 27 февраля 2022 года дебютировал в австрийской Бундеслиге, выйдя на замену в матче против «Хартберга». 13 августа 2022 года забил свой первый гол за «Штурм» в матче австрийской Бундеслиги против клуба «Райндорф Альтах».

## Карьера в сборной
Выступал за сборные Австрии до 15, до 16, до 17 и до 18 лет.